# پوکر نایت
پوکر نایت(به انگلیسی: Poker Night) فیلمی جنایی، معمایی و به خصوص هیجان انگیز به کارگردانی و نویسندگی گرگ فرانسیس در سال ۲۰۱۴ است.
شخصی که به تازگی کارآگاه شده وارد منطقه وارساو ایندیانا می‌شود و به

"پوکر نایت" می‌رود، جایی که باید در مقابل چندتا از بهترین پلیس‌ها هرچه در توان دارد را رو کند. آنها برای او از دوران کارشان تعریف می‌کنند، از موفقیت‌ها و شکست‌هایشان. پس از آنکه کارآگاه از آنجا بیرون می‌آید توسط یک بیمار روانی به دام می‌افتد و در یک زیرزمین حبس می‌شود…
این فیلم که در ۲۰۱۴ در انگلیس به نام جوکر (The Joker) اکران شد.
این فیلم در بریتیش کلمبیا واقع در کانادا فیلمبرداری شد.